# Bathydoris japonensis
Bathydoris japonensis is een slakkensoort uit de familie van de Bathydorididae. De wetenschappelijke naam van de soort is voor het eerst geldig gepubliceerd in 2010 door Hamatani & Kubodera.